# Schapenteek
De schapenteek (Ixodes ricinus) of gewone teek is in Nederland de meest voorkomende teek die zich niet alleen op schapen maar op veel meer zoogdieren, waaronder de mens voedt. 
Onterecht wordt hij soms ook wel hondenteek genoemd. De teek is vooral ook bekend als overbrenger van de lymeziekte in Nederland. Daarnaast kan de teek bij de mens het alfa-galsyndroom overbrengen, een allergie voor rood vlees die in het uiterste geval dodelijk kan zijn.

## Leefwijze
De teek vervelt driemaal en moet voor iedere vervelling een bloedmaaltijd gebruiken, die meestal van drie verschillende gastheren zal komen. De kans dat een enkele tekenlarve zijn ontwikkeling afmaakt is dan ook niet zo groot; het vrouwtje compenseert voor deze kleine kans door duizenden eitjes te leggen.
Hij parasiteert onder andere op egels, honden, konijnen, schapen en de mens. Teken gaan extreem zuinig met hun energie om en kunnen meer dan een jaar zonder eten. Ze detecteren hun potentiële gastheer door de uitgestraalde lichaamswarmte, en wellicht ook door geurdetectie.

## Verspreidingsgebied
Schapenteken leven verspreid over verschillende ecoregios van het Palearctische gebied, meestal geassocieerd met gematigde breedbladige bossen. Er bestaan veel verwijzingen naar de schapenteek in andere ecozones, maar die kunnen worden toegeschreven aan onjuiste determinering of soms aan toevallige introductie van teken die uiteindelijk geen voet aan wal krijgen.
De soort komt vooral in vochtige gebieden met ruige begroeiing voor, meestal op zandgrond. Duin en heide met vochtige plekken zijn een ideaal leefgebied voor deze teek.

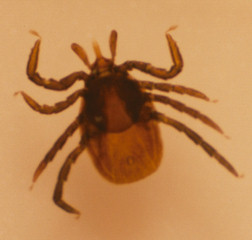
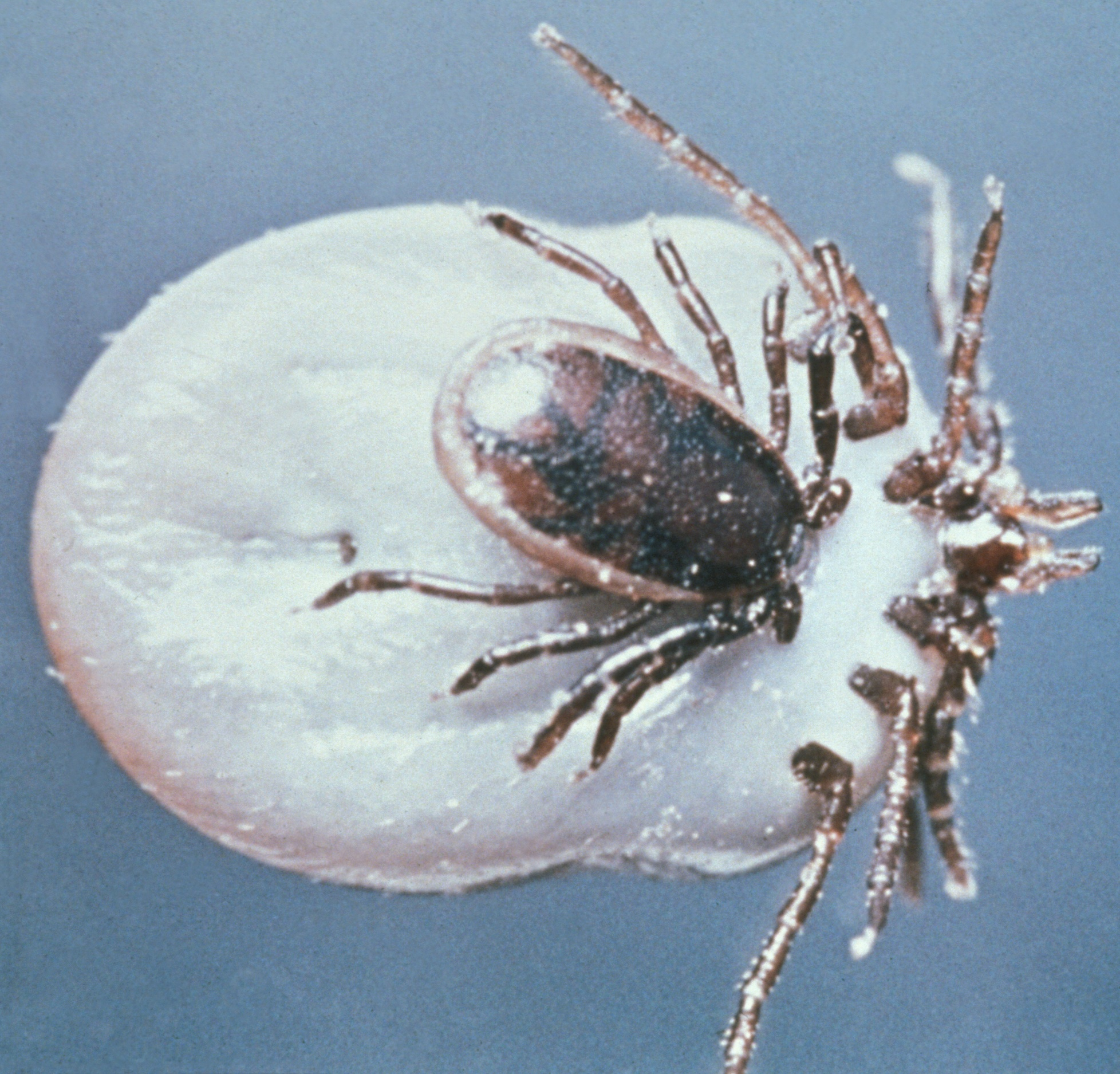
Paring van de schapenteek